# Maud Rijnbeek
Maud Rijnbeek, née le 3 décembre 2002 à Amsterdam, est une coureuse cycliste néerlandaise, spécialisée dans le cyclisme sur route.

## Biographie

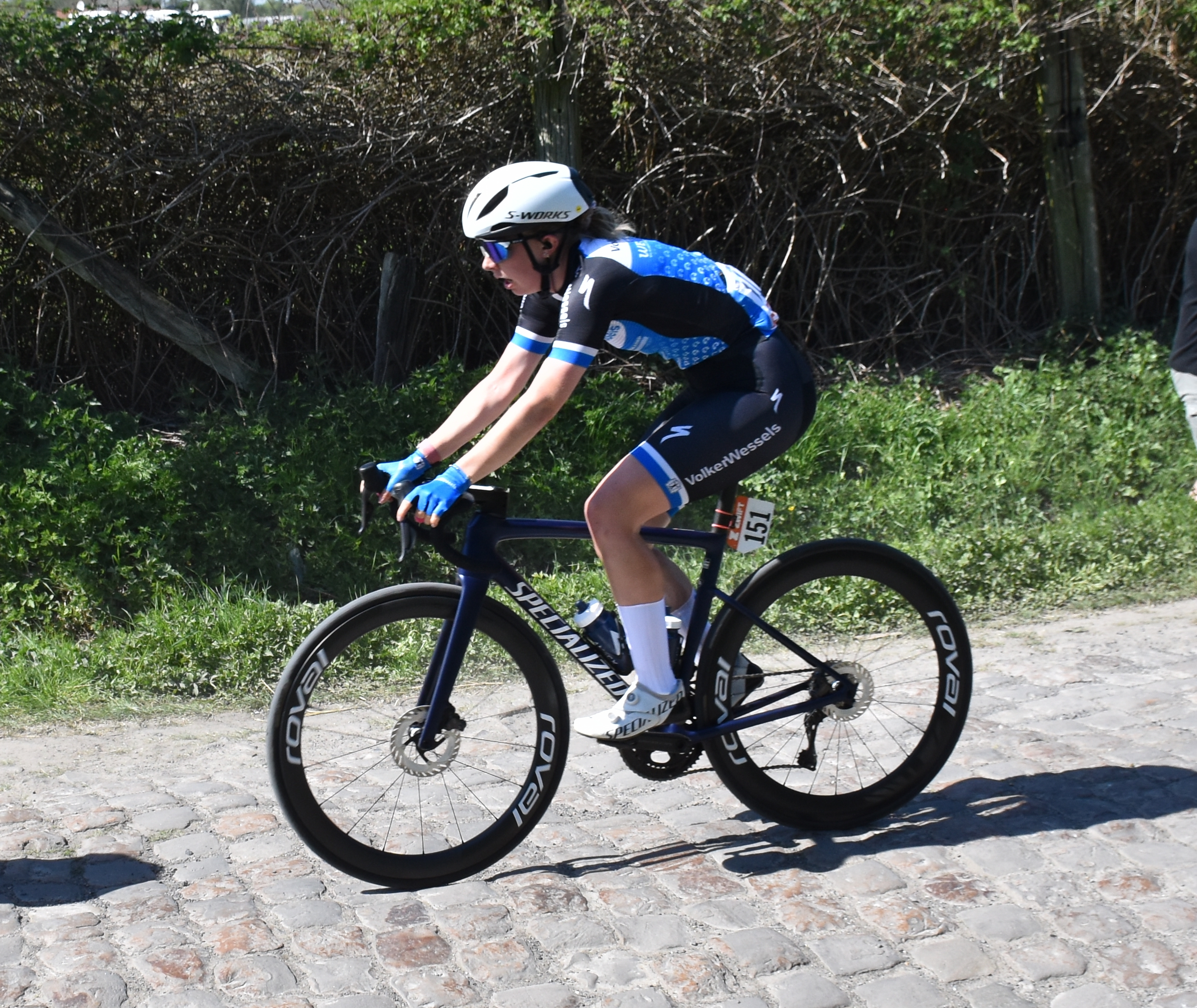
Maud Rijnbeeck #151 - Paris-Roubaix 2025.

Au mois d'août 2018, alors junior, Maud Rijnbeek signe avec l'équipe continentale NXTG comme stagiaire pour la fin de saison. Elle reste dans l'équipe ensuite, équipe qui devient AG Insurance-NXTG en 2022 puis AG Insurance-Soudal en devenant WorldTeam en 2024.
Lors de la saison 2021, elle participe à Paris-Roubaix qu'elle finit en 31e position. Elle est alors la plus jeune coureuse à avoir terminé cette course,.
En 2022, elle remporte sa première course élite, la 2e étape, un contre-la-montre indivuduel, de la Watersley Ladies Challenge, qu'elle termine à la 4e place au général.

## Palmarès sur route

### Par années
- 2022
  - 2e étape du Watersley Ladies Challenge (contre-la-montre)
- 2023
  - 8e du championnat d'Europe du contre-la-montre espoirs

### Résultats sur les grands tours

#### Tour d'Italie
2 participations :
- 2023 : 64e
- 2024 : abandon (7e étape)

#### Tour de France
1 participation :
- 2025 : 67e

#### Tour d'Espagne
1 participation :
- 2024 : 72e

### Classements mondiaux
| Année                                 | 2021 | 2022 | 2023 | 2024 |
| ------------------------------------- | ---- | ---- | ---- | ---- |
| Classement UCI                        | 836e | 444e | 283e | 317e |
| UCI World Tour                        | 175e | 190e | 191e | 196e |
|                                       |      |      |      |      |
| Légende : nc = non classéSource : UCI |      |      |      |      |